# Sanda Toma (canoista)
Sanda Toma (Periş, 17 marzo 1970) è un'ex canoista romena. Vinse la medaglia di bronzo di Giochi olimpici di Sydney 2000 nel K-4 500 metri, composto da lei, Mariana Limbău, Elena Radu e Raluca Ioniţă.
Con Carmen Simon vinse il bronzo ai Campionati mondiali di canoa/kayak di Copenaghen 1993 nel K2 5000 metri.

## Palmarès
- Giochi olimpici

Sydney 2000: bronzo nel K-4 500 m
- Campionati mondiali di canoa/kayak velocità

Copenaghen 1993: bronzo nel K2 5000m